# Портола Вали
Портола Вали (на английски: Portola Valley) е град в окръг Сан Матео, района на залива на Сан Франциско, щата Калифорния, САЩ.

## Население
Портола Вали е с население от 4611 души (по приблизителна оценка от 2017 г.).

## География
Общата площ на Портола Вали е 23,70 км2 (9,20 мили2).

## Съседни градове
- Удсайд (на север)